# Austin Carroll
Austin Carroll (Orange, Califòrnia, 10 d'abril de 1987) és un ciclista estatunidenc, especialista en la pista.

## Palmarès en pista
- 2008
  - 1r a la UIV Cup de Dortmund (amb Guy East)
- 2010
  -  Campió dels Estats Units en Persecució per equips